# Pokolj u Gornjem Viduševcu
Pokolj u Gornjem Viduševcu je bio ratni zločin kojeg su počinili srpski agresori nad tamošnjim Hrvatima.
Selo Gornji Viduševac se nalazilo sjeverozapadno od Gline, s druge strane rijeke.
U siječnju 2006. je MUP RH, po nalogu šibenskog županijskog državnog odvjetništva, raspisao međunarodnu tjeralicu za Draganom Vasiljkovićem. U njoj ga se tereti da je mučio i zlostavljao zarobljene pripadnike hrv. vojnih i policijskih postrojaba, i to lipnja i srpnja 1991. u zatvoru na Kninskoj tvrđavi, u veljači 1993. u Bruškoj kod Benkovca.

Također, tereti ga se da je kao zapovjednik postrojaba za posebne namjene u srpnju 1991. u Glini, zajedno sa zapovjednikom tenkovske postrojbe JNA, bio izradio plan za napad i zauzimanja policijske postaje, prigradskog naselja Jukinaca, te sela Gornji i Donji Viduševac.

Kasnije, kad su taj agresorski plan sprovodio, te iste postrojbe pod njegovim zapovjedništvom su uništile i oštetile civilne zgrade, opljačkale imovinu lokalnog stanovništva, kojeg su dijelom protjerali, a dio su stanovništva pobili (čak i ranjene civile), a ubile su i jednog inozemnog novinara.
16. srpnja 1991. je Gornji Viduševac prvi put napadnut topnički. Napadači su bili JNA i pobunjeni Srbi.
26. srpnja 1991., nakon što je oklopništvo JNA istjeralo hrvatske civile iz Jukinaca i napalo policijsku postaju u Glini, hrvatske su vojne i policijske snage, ZNG i MUP, organizirale evakuaciju civila prema Viduševcu, Gornjem i Donjem.
Dana 1. listopada 1991. naoružani srpski civili pod četničkim obilježjima i postrojbe JNA, nakon više napada, zauzeli su hrvatsko selo Gornji Viduševac kod Gline. U tom napadu su četnici spalili i župnu crkvu sv. Franje Ksaverskog. 

Županijski sud u Sisku je pokrenuo i istražni postupak protiv ratnog zločina protiv Dušana Maslovara zbog ratnog zločina protiv civilnog stanovništva. Isti je bio pripadnikom glinske terorističke skupine Šiltovi, koja je već prije napada na Viduševac počinila nekoliko zločina na glinskom području, koje je onda bilo pod velikosrpskom okupacijom. Jedan od temelja optužbi je bio i taj što je snimljen videokamerom, kad su srpske paravojne postrojbe napale Viduševac u listopadu 2006. je isti uhićen u Grčkoj. Nakon par godina, grčki sud je odbio Maslovarin zahtjev za neizručenjem te ga je Grčka izručila 1. svibnja 2008. Hrvatskoj.

## Reference i izvori
- Matija Pokrivka: "Skraćena duga priča", Fokus, hrvatski tjednik, br. 347, 5. siječnja 2007., str. 59

1. ↑  Vjesnik Zahtjev za izručenjem Dragana Vasiljkovića, 21. i 22. siječnja 2006.
2. ↑  Tribina Hrvatsko slovo uživo. Srbi su sustavno uništavali hrvatsku sakralnu baštinu. D.V., str. 15, Hrvatsko slovo, Zagreb, petak, 23. studenoga 2007.
3. ↑  HRT  Arhivirana inačica izvorne stranice od 1. svibnja 2008. (Wayback Machine) Izručeni Rađen i Maslovar, 1. svibnja 2008.
4. ↑  Večernji list[neaktivna poveznica] Grčka izručila Hrvatskoj dvojicu osumnjičenih ratnih zločinaca, 30. travnja 2008.

## Vanjske poveznice
- Video zapis  Arhivirana inačica izvorne stranice od 16. veljače 2007. (Wayback Machine) Izrezak iz dokumentarnog filma "Komšije 1"
- Kronologija Domovinskog rata u Banovini  Arhivirana inačica izvorne stranice od 26. veljače 2015. (Wayback Machine)
- (engl.) MKSJ Svjedočenje Milana Babića sa suđenju Slobodanu Miloševiću (u prijepisu se navodi Vidosevica)
- (srp.) RTV Vojvodine[neaktivna poveznica] Osumnjičeni Maslovara prebačen iz Grčke u Sisak, 1. svibnja 2008.
- Gornji Viduševac na fallingrain.com